# Cantó de Sant Auban
El cantó de Sant Auban és un cantó francès del departament dels Alps Marítims, situat al districte de Grassa. Té 13 municipis i el cap és Sant Auban.

## Municipis
- Aiglun
- Amirat
- Andon
- Briançonet
- Calha
- Colongas
- Gars
- Lo Mas
- Lei Mújols
- Salagrifon
- Seranon
- Vauderore
- Sant Auban

## Història
| Data d'elecció                           | Identitat        | Partit | Qualitat |
| ---------------------------------------- | ---------------- | ------ | -------- |
| 1964-1978                                | Jean Bellon      | RPR    |          |
| 1978-2001                                | Pierrette Bellon | RPR    |          |
| 2001-                                    | Thierry Gueguen  | UMP    |          |
| les dades anteriors no són pas conegudes |                  |        |          |
|                                          |                  |        |          |

| 1962 | 1968 | 1975 | 1982 | 1990 | 1999  | 2007  |
| ---- | ---- | ---- | ---- | ---- | ----- | ----- |
| -    | -    | -    | -    | -    | 2.139 | 2.662 |